# Benthopecten acanthonotus
Benthopecten acanthonotus är en sjöstjärneart som beskrevs av Fisher 1905. Benthopecten acanthonotus ingår i släktet Benthopecten och familjen nålsjöstjärnor. Inga underarter finns listade i Catalogue of Life.